# فكتور جتمانوف
فكتور جتمانوف (مواليد 4 مايو 1940) هو لاعب كرة قدم. لعب مع منتخب الاتحاد السوفييتي لكرة القدم. سبق له أن لعب في كأس العالم لكرة القدم مع منتخب بلاده.

## روابط خارجية
- فكتور جتمانوف على موقع الاتحاد الدولي (مؤرشف)  (الإنجليزية)
- فكتور جتمانوف على موقع قاعدة بيانات كرة القدم.إي يو (الإنجليزية)
- فكتور جتمانوف على موقع ناشيونال فوتبول تيمز (الإنجليزية)